# The Rolling Stones Rock and Roll Circus
Rock and Roll Circus är ett livealbum med material från tv-showen The Rolling Stones Rock and Roll Circus, som spelades in den 11 december 1968 men aldrig sändes. Albumet gavs ut 1996. Showen bestod av framträdanden av The Rolling Stones och gäster som The Who, Jethro Tull, Taj Mahal och supergruppen The Dirty Mac, bildad speciellt för detta tillfälle och bestående av John Lennon, Eric Clapton, Keith Richards och Mitch Mitchell.

## Låtlista
Samtliga låtar skrivna av Mick Jagger och Keith Richards och framförda av The Rolling Stones, där annat inte anges.
1. "Mick Jagger's Introduction of Rock and Roll Circus" – 0:25
2. "Entry of the Gladiators" (Julius Fučík) – 0:55
3. "Mick Jagger's Introduction of Jethro Tull" – 0:11
4. "Song for Jeffrey" (Ian Anderson) – 3:26 Framförd av Jethro Tull
5. "Keith Richards's introduction of The Who" – 0:07
6. "A Quick One While He's Away" (Pete Townshend) – 7:33 Framförd av The Who
7. "Over the Waves" (Juventino Rosas) – 0:45
8. "Ain't That a Lot of Love" (Homer Banks/Willia Dean Parker) – 3:48 Framförd av Taj Mahal
9. "Charlie Watts' Introduction of Marianne Faithfull" – 0:06
10. "Something Better" (Gerry Goffin/Barry Mann) – 2:32 Framförd av Marianne Faithfull
11. "Mick Jagger's and John Lennon's Introduction of The Dirty Mac" – 1:05
12. "Yer Blues" (Lennon-McCartney) – 4:27 Framförd av The Dirty Mac
13. "Whole Lotta Yoko" (Yoko Ono) – 4:49 Framförd av Yoko Ono och Ivry Gitlis med The Dirty Mac
14. "John Lennon's Introduction of The Rolling Stones" / "Jumpin' Jack Flash" – 3:35
15. "Parachute Woman" – 2:59
16. "No Exceptations" – 4:13
17. "You Can't Always Get What You Want" – 4:24
18. "Sympathy for the Devil" – 8:49
19. "Salt of the Earth" – 4:57